# Констал 102Н
Констал 102Н је дводелни трамвај, који се производио од 1967. до 1969. године у фабрици Консталу. Трамвај је одвојен од типа Констал 13НС. Произведено је 47 трамваја за пољске јавне превознике. Каснија производња се одвијала у две серије (102Н, 802Н). За трамвај је могуће уградити постоља за 1435 мм (тип 102Н), али и колосек ширине 1000 мм (тип 802Н).

## Конструкција
Констал 102Н је једносмерни шестероосовински зглобни трамвај. По механизму је трамвај сличан типу Констал 13НС. Под је висок 940 мм над колосеком. Столице од ламината су распоређене системом 1+1. У сваком делу се налазе двоја четверокрилна врата контролисана од стране возача.

## Типови
- 102Н (Гдањск, горњошлеска конурбација, Краков, Познањ, Вроцлав)
- 802Н (Бидгошч, Лођ)

## Галерија
- Историјски трамвај 102Н у Кракову
- Историјски трамвај 102Н у Познању
- Историјски трамвај 102Н у Вроцлаву
- Трамваји 102Н и 102На у Вроцлаву